# Gynoplistia luteicincta
Gynoplistia luteicincta là một loài ruồi trong họ Limoniidae. Chúng phân bố ở miền Australasia.